# Lucicutia anomala
Lucicutia anomala är en kräftdjursart som beskrevs av Brodsky 1950. Lucicutia anomala ingår i släktet Lucicutia och familjen Lucicutiidae. Inga underarter finns listade i Catalogue of Life.